# Vlag van Genua

Vlag van Genua

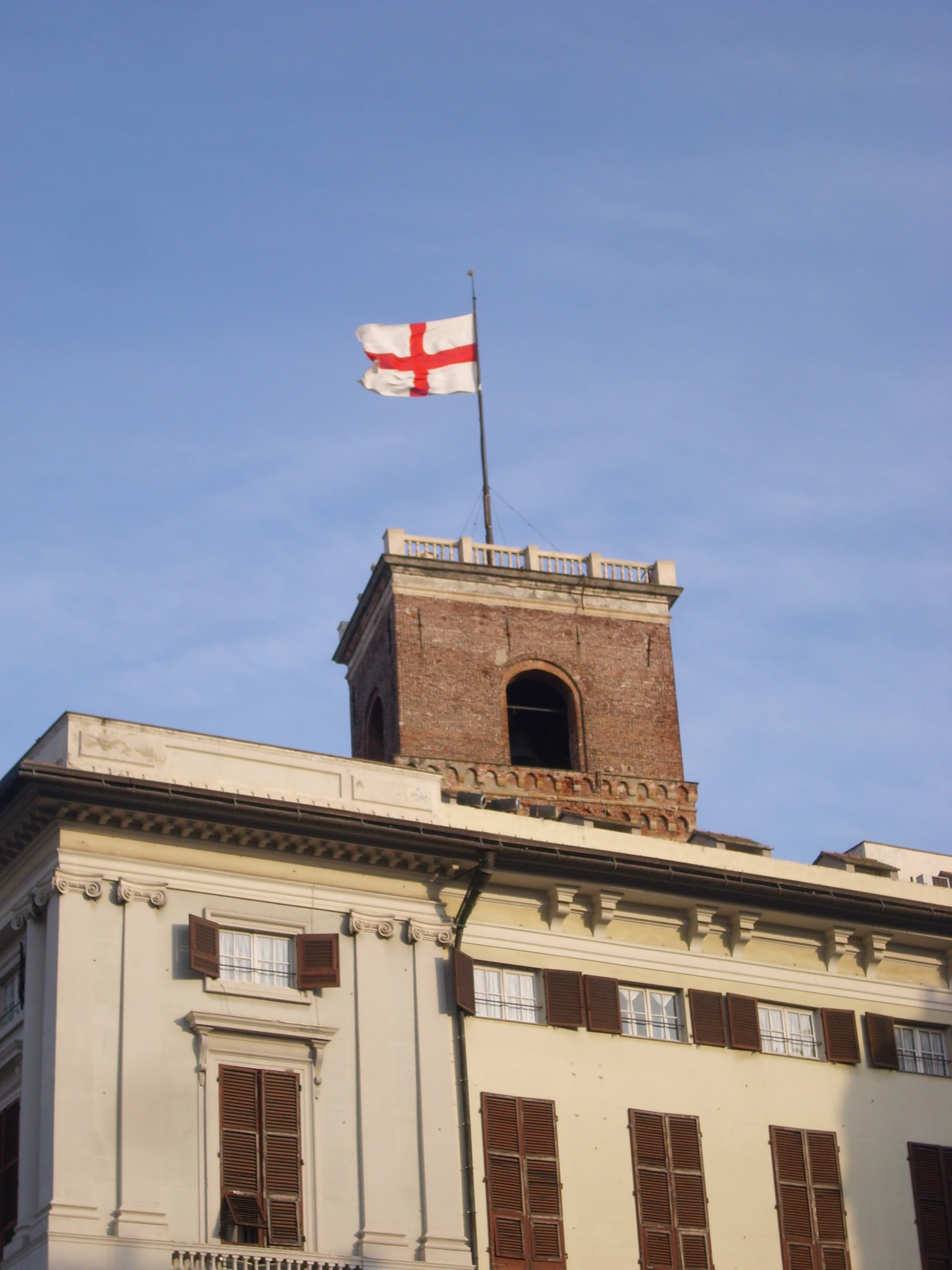
De vlag van Sint-Joris op het Palazzo Ducale in Genua

De vlag van Genua is een Kruis van Sint-Joris, een rood kruis op een wit veld.
De beschermheilige van Genua was Laurentius van Rome tot minstens 958, maar de Genuezen verplaatsten hun trouw naar Joris van Cappadocië (en Johannes de Doper) op een bepaald moment in de 11e of 12e eeuw, waarschijnlijk met de stijgende populariteit van de militaire heilige tijdens de kruistochten. Genua had ook een vaandel met een kruis sinds op zijn laatst 1218, mogelijk al in 1113. Maar het kruisvaandel werd niet geassocieerd met de heilige; de heilige had zelfs zijn eigen vlag, de vexillum beati Georgii (voor het eerst vermeld in 1198), een rode vlag met George en de draak. Een afbeelding van deze vlag staat in de Genuese annalen onder het jaar 1227. De Genuese vlag met het rode kruis werd gebruikt naast deze "Sint-Jorisvlag", vanaf ten minste 1218, bekend als de insignia cruxata comunis Janue ("kruisvaandel van de gemeente Genua").
De heiligenvlag was de belangrijkste oorlogsvlag van de stad, maar in de jaren 1240 werd de kruisvlag ernaast gebruikt.
De vlag van Joris van Cappadocië (d.w.z. de vlag met de afbeelding van de heilige) bleef de belangrijkste vlag van Genua tot minstens de jaren 1280. De vlag die nu bekend staat als het "Kruis van Sint-Joris" lijkt de vlag op een bepaald moment in de 14e eeuw te hebben vervangen als belangrijkste vlag van Genua. Het Book of Knowledge of All Kingdoms (ca. 1385) laat het zien, gegraveerd met het woord iustiçia, en beschreven als:
En de heer van deze plaats heeft als zijn vaandel een witte wimpel met een rood kruis. Aan de bovenkant staat 'gerechtigheid', op deze manier.
Er was ook een historiografische traditie die beweerde dat de vlag van Engeland was overgenomen van de Genuese vlag tijdens de Derde Kruistocht in 1190; dit kan echter niet als historisch worden gestaafd.